# هانان پاچا
هانان پاچا عالم بالا و جهان اموات آسمانی بالاترین مرتبه جهان هستی از دید تفکر مذهبی اینکاها بود که در آمریکای جنوبی پیش از کلمب بین مردم بومی آمریکای جنوبی به عنوان بهشت شناخته می‌شد. تنها انسان‌های بزرگ و پاک می‌توانستند وارد آن شوند.